# Moult-Chicheboville
Moult-Chicheboville é uma comuna francesa na região administrativa da Normandia, no departamento de Calvados. Estende-se por uma área de 17,80 km². Em 2010 a comuna tinha 3 246 habitantes (densidade: 182,4 hab./km²).
A municipalidade foi estabelecida em 1 de janeiro de 2017 e consiste na fusão das antigas comunas de Moult e Chicheboville. A comuna tem sua prefeitura em Moult.